# Ning
Ning је онлајн платформа за кориснике који желе да праве свој социјални веб-сајт и социјалну мрежу и покренута је у октобру 2005.  Суоснивачи Нинг-а су Марк Андресен (Marc Andreessen) и Ђина Бијанчини (Gina Bianchini).  Нинг је Андерсенов трећи стартап (после Netscape и Opsware), и у себи садржи пуно од онога што је одликовало Андерсенове успехе у овим компанијама.
Нинг значи „мир“ на кинеском, као што је објаснила Ђина Бијанчини на блогу компаније.

## Особине
Нинг има намеру да конкурише великим социјалним мрежама као што су MySpace и Facebook тиме што је намењен корисницима који желе да праве мрежу око специфичног интереса или имају ограничене техничке вештине. Јединствена карактеристика Нинга-а је да свако може да креира мрежу са сопственим сервисима social network за специфичну намену или потребу намењену специфичној публици. Од свог покретања Нинг је нудио неколико једноставних основних веб-сајтова који су били развијени интерно и од стране чланова у бета фази. Крајем септембра 2006. Нинг је променио фокус тиме што се оријентисао на понуду групних веб-сајтова, веб-сајтова за фотографије и веб-сајтове за видео-записе за људе који желе да копирају и користе те садржеје за разне намене. Касније су ова три шаблона обједињена у један социјални веб-сајт подешљив од стране корисника. И поред тога Нинг дозвољава корисницима да имају одређени ниво контроле над изворним кодом.
Нинг је најавио подршку за OpenSocial АПИ који је Гугл најавио крајем 2007. Развојни тимови ће моћи да користе прибор OpenSocial унутар својих мрежа.
Веб-сајт са својим сервисима је изграђен у стандардном PHP и платформа је изграђена у програмском језику Јава.